# 1992年美國職棒大聯盟選秀
1992年美國職棒大聯盟選秀為大聯盟第28屆選秀。休士頓太空人的菲爾·奈文為該年的首輪選秀狀元。

## 第一輪選秀
圖示
|  | 入選美國職棒大聯盟全明星賽的球員     |
|  | 入選美國國家棒球名人堂暨博物館的球員 |

| 順位 | 球員            | 球隊             | 位置   | 畢業學校                 |
| 1    | 菲爾·奈文       | 休士頓太空人     | 三壘手 | 加州州立大學富勒頓分校   |
| 2    | 保羅·舒伊       | 克里夫蘭印地安人 | 右投   | 北卡羅來納大學教堂山校區 |
| 3    | B·J·華萊士      | 蒙特婁博覽會     | 左投   | 密西西比州立大學         |
| 4    | 傑弗瑞·哈蒙茲   | 巴爾的摩金鶯     | 外野手 | 史丹佛大學               |
| 5    | 查德·莫托拉     | 辛辛那提紅人     | 外野手 | 中佛羅里達大學           |
| 6    | 德瑞克·基特     | 紐約洋基         | 游擊手 | 卡拉馬祖中央高中         |
| 7    | 卡爾文·莫瑞     | 舊金山巨人       | 外野手 | 德克薩斯大學奧斯汀分校   |
| 8    | 皮特·詹尼基     | 加州天使         | 右投   | 加州大學洛杉磯分校       |
| 9    | 普雷斯頓·威爾斯 | 紐約大都會       | 游擊手 | 班貝格-埃哈特高中        |
| 10   | 麥可·塔克       | 堪薩斯市皇家     | 游擊手 | 朗伍德大學               |
| 11   | 德瑞克·華萊士   | 芝加哥小熊       | 右投   | 佩珀代因大學             |
| 12   | 肯尼·菲爾德     | 密爾瓦基釀酒人   | 外野手 | 佛羅里達州立大學         |
| 13   | 查德·麥克康奈爾 | 費城費城人       | 外野手 | 克雷頓大學               |
| 14   | 羅恩·維隆       | 西雅圖水手       | 左投   | 麻薩諸塞大學阿默斯特分校 |
| 15   | 尚恩·勞爾       | 聖路易紅雀       | 右投   | 亞利桑那州立大學         |
| 16   | 瑞克·葛林       | 底特律老虎       | 右投   | 路易斯安那州立大學       |
| 17   | 吉姆·皮茲利     | 堪薩斯市皇家     | 右投   | 杜波伊斯區高中           |
| 18   | 克里斯·羅伯茲   | 紐約大都會       | 左投   | 佛羅里達州立大學         |
| 19   | 沙諾恩·史都華   | 多倫多藍鳥       | 外野手 | 邁阿密南嶺高中           |
| 20   | 班吉·葛里格斯比 | 奧克蘭運動家     | 右投   | 聖地牙哥州立大學         |
| 21   | 傑米·亞諾       | 亞特蘭大勇士     | 右投   | 奧西歐拉高中             |
| 22   | 瑞克·海林恩     | 德州遊騎兵       | 右投   | 史丹佛大學               |
| 23   | 傑森·肯道爾     | 匹茲堡海盜       | 捕手   | 托蘭斯高中               |
| 24   | 艾迪·皮爾森     | 芝加哥白襪       | 一壘手 | 比沙普州立社區學院       |
| 25   | 陶德·史泰佛森   | 多倫多藍鳥       | 外野手 | 亞利桑那州立大學         |
| 26   | 丹·塞拉菲尼     | 明尼蘇達雙城     | 左投   | 胡尼佩羅·塞拉高中        |
| 27   | 約翰·柏克       | 科羅拉多洛磯     | 右投   | 佛羅里達大學             |
| 28   | 查爾斯·強森     | 佛羅里達馬林魚   | 捕手   | 邁阿密大學               |

## 第一輪補充選秀
圖示
|  | 入選美國職棒大聯盟全明星賽的球員     |
|  | 入選美國國家棒球名人堂暨博物館的球員 |

| 順位 | 球員                  | 球隊           | 位置   | 畢業學校           |
| 29   | 傑夫·施密特           | 加州天使       | 右投   | 明尼蘇達大學       |
| 30   | 喬恩·瓦德             | 紐約大都會     | 右投   | 杭亭頓海灘高中     |
| 31   | 薛拉德·克林克斯卡爾斯 | 休士頓太空人   | 右投   | 普渡大學           |
| 32   | 萊恩·盧辛斯基         | 堪薩斯市皇家   | 捕手   | 聖十字高中         |
| 33   | 休恩·沃克             | 匹茲堡海盜     | 外野手 | 哈里森縣立高中     |
| 34   | 布蘭登·克羅默         | 多倫多藍鳥     | 游擊手 | 萊星頓高中         |
| 35   | 強尼·戴蒙             | 堪薩斯市皇家   | 外野手 | 菲利普斯博士高中   |
| 36   | 麥可·摩爾             | 洛杉磯道奇     | 外野手 | 加州大學洛杉磯分校 |
| 37   | 肯道爾·萊恩           | 休士頓太空人   | 右投   | 喬治亞大學         |
| 38   | 蓋比·馬丁尼茲         | 密爾瓦基釀酒人 | 游擊手 | 魯切提高中         |

## 補償選秀
1. ↑  因柯特·史提爾威爾（英语：Kurt Stillwell）加入教士隊而得到補償選秀
2. ↑  因法蘭克·懷歐拉（英语：Frank Viola）加入紅襪隊而得到補償選秀
3. ↑  因湯姆·坎迪奧蒂（英语：Tom Candiotti）加入道奇隊而得到補償選秀
4. ↑  因華利·喬伊納（英语：Wally Joyner）成為自由球員而得到補償選秀
5. ↑  因法蘭克·懷歐拉（英语：Frank Viola）成為自由球員而得到補償選秀
6. ↑  因丹尼·塔塔布爾（英语：Danny Tartabull）成為自由球員而得到補償選秀
7. ↑  因艾迪·莫瑞成為自由球員而得到補償選秀
8. ↑  因鮑比·邦尼亞（英语：Bobby Bonilla）成為自由球員而得到補償選秀
9. ↑  因湯姆·坎迪奧蒂（英语：Tom Candiotti）成為自由球員而得到補償選秀
10. ↑  因柯特·史提爾威爾（英语：Kurt Stillwell）成為自由球員而得到補償選秀
11. ↑  因麥克·摩根（英语：Mike Morgan (baseball)）成為自由球員而得到補償選秀
12. ↑  因前一年選秀未能簽下約翰·柏克（英语：John Burke (1990s pitcher)）而得到補償選秀
13. ↑  因前一年選秀未能簽下肯尼·韓德森而得到補償選秀

## 其他著名球員
- 約翰·萊伯（英语：Jon Lieber）, 第2輪, 44順位被匹茲堡海盜選走
- 鮑伯·沃考特（英语：Bob Wolcott）, 第2輪, 52順位被西雅圖水手選走
- 陶德·希爾頓, 第2輪, 55順位被聖地牙哥教士選走, 但未簽約
- 傑森·吉昂比, 第2輪, 58順位被奧克蘭運動家選走
- 傑米·霍華德（英语：Jamie Howard）, 第2輪, 59順位被亞特蘭大勇士選走
- 克里斯·威德格（英语：Chris Widger）, 第3輪, 82順位被西雅圖水手選走
- 克里斯·高梅茲（英语：Chris Gomez）, 第3輪, 84順位被底特律老虎選走
- 道格·米拉貝利（英语：Doug Mirabelli）, 第5輪, 111順位被芝加哥小熊選走
- 何塞·維卓, 第6輪, 155順位被蒙特婁博覽會選走
- 亞倫·富爾茨, 第6輪, 159順位被舊金山巨人選走
- 比爾·席馬斯（英语：Bill Simas）, 第6輪, 160順位被加州天使選走
- 史考特·卡爾（英语：Scott Karl）, 第6輪, 164順位被密爾瓦基釀酒人選走
- 傑米·沃克（英语：Jamie Walker (baseball)）, 第10輪, 265順位被休士頓太空人選走
- 法蘭克·卡塔拉諾托（英语：Frank Catalanotto）, 第10輪, 280順位被底特律老虎選走
- 史考特·麥克勞罕（英语：Scot McCloughan）, 第10輪, 289順位被多倫多藍鳥選走
- 凱西·布雷克（英语：Casey Blake）, 第11輪, 305順位被費城費城人選走, 但未簽約
- 克雷格·康塞爾, 第11輪, 319順位被科羅拉多洛磯選走
- 鮑比·希金森（英语：Bobby Higginson）, 第12輪, 336順位被底特律老虎選走
- 道格·米恩特凱維奇（英语：Doug Mientkiewicz）, 第12輪, 345順位被多倫多藍鳥選走, 但未簽約
- 戴林·厄斯泰, 第13輪, 357順位被紐約大都會選走, 但未簽約
- 馬克·亨德瑞克森, 第13輪, 369順位被亞特蘭大勇士選走, 但未簽約
- 陶德·葛林（英语：Todd Greene）, 第14輪, 391順位被聖路易紅雀選走
- 胡安·阿塞維多, 第14輪, 403順位被科羅拉多洛磯選走
- 史考特·休因懷斯（英语：Scott Schoeneweis）, 第15輪, 407順位被蒙特婁博覽會選走, 但未簽約
- 小荷西·克魯茲（英语：José Cruz Jr.）, 第15輪, 425順位被亞特蘭大勇士選走, 但未簽約
- 布巴·特朗梅爾（英语：Bubba Trammell）, 第15輪, 436順位被巴爾的摩金鶯選走, 但未簽約
- 小鮑比·邦茲（英语：Bobby Bonds Jr.）, 第18輪, 505順位被聖地牙哥教士選走
- 萊恩·福蘭克林, 第23輪, 642順位被西雅圖水手選走
- 麥克·德尚, 第24輪, 662順位被紐約洋基選走
- 傑夫·簡金斯（英语：Geoff Jenkins）, 第24輪, 673順位被聖地牙哥教士選走, 但未簽約
- 瑞奇·奧瑞利亞, 第24輪, 678順位被德州遊騎兵選走
- 昆頓·麥克拉肯（英语：Quinton McCracken）, 第25輪, 711順位被科羅拉多洛磯選走
- 麥特·莫里斯, 第26輪, 724順位被密爾瓦基釀酒人選走, 但未簽約
- 馬克·布蘭登伯格（英语：Mark Brandenburg (baseball)）, 第26輪, 734順位被德州遊騎兵選走
- 布蘭登·唐納利, 第27輪, 764順位被芝加哥白襪選走
- 喬·麥克尤英（英语：Joe McEwing）, 第28輪, 783順位被聖路易紅雀選走
- 鮑伯·豪瑞（英语：Bob Howry）, 第29輪, 797順位被休士頓太空人選走, 但未簽約
- 勞爾·伊巴涅斯, 第36輪, 1006順位被西雅圖水手選走
- T·J·馬修斯（英语：T. J. Mathews）, 第36輪, 1007順位被聖路易紅雀選走
- 小蓋瑞·馬修斯, 第38輪, 1074順位被明尼蘇達雙城選走, 但未簽約
- 史考特·蘇利文（英语：Scott Sullivan (baseball)）, 第39輪, 1088順位被密爾瓦基釀酒人選走, 但未簽約
- 馬克·瑞德曼（英语：Mark Redman）, 第41輪, 1148順位被底特律老虎選走, 但未簽約
- 傑梅恩·戴伊, 第43輪, 1210順位被德州遊騎兵選走, 但未簽約
- 羅伯特·費克（英语：Robert Fick）, 第45輪, 1264順位被奧克蘭運動家選走, 但未簽約
- 提姆·克辛斯（英语：Tim Cossins）, 第45輪, 1267順位被匹茲堡海盜選走, 但未簽約
- 麥克·洛威爾, 第48輪, 1352順位被芝加哥白襪選走, 但未簽約
- 馬文·貝納德（英语：Marvin Benard）, 第50輪, 1391順位被舊金山巨人選走

## 外部連結
- MLB.com - 1992 Draft Tracker (all rounds)
- MLB.com - Draft History （页面存档备份，存于）
- Complete draft list from The Baseball Cube database （页面存档备份，存于）

| 前任： 布萊恩·泰勒 | 選秀狀元 菲爾·奈文 | 繼任： 艾力士·羅德里奎茲 |